# Leonid Nikolajewitsch Andrejew

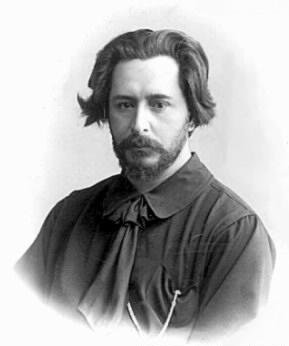
Leonid Andrejew

Leonid Nikolajewitsch Andrejew (russisch Леонид Николаевич Андреев; * 9. Augustjul. / 21. August 1871greg. in Orjol; † 12. September 1919 in Mustamäki, Finnland, heute Russland) war ein russischer Schriftsteller, Freund Maxim Gorkis, Sturmvogel der Revolution, 1917 ihr Gegner.

## Leben
Leonid Andrejew war nach seinem Jurastudium für kurze Zeit als Anwalt in Moskau tätig, später als Journalist, Gerichtsberichterstatter und Feuilletonist. Wie die Mehrheit der russischen Intelligenz sympathisierte auch er mit der Revolution 1905, nach deren Scheitern wandte er sich allerdings den konservativen Kräften zu. 
Diese Entwicklung und der Tod seiner Frau führten bei Andrejew zu einer pessimistischen, irrationalen Geisteshaltung, die durch den Einfluss von Schopenhauer, Tolstoi und Dostojewski noch verstärkt wurde. Seine anfangs realistische und expressionistische Erzählweise verdüsterte sich zunehmend, er wurde immer sarkastisch-resignierender. In seinen Schauspielen arbeitete Andrejew mit allegorischen Anspielungen, die Hässliches, Unharmonisches, Verunstaltetes hervorheben, ja überzeichnen, „um so das Gefühl des unerträglichen Ausgeliefertseins an Tod und Vernichtung noch zu verdichten“, er schildert seelische von Pessimismus erfüllte Leidenserzählungen.
Sein bekanntestes Theaterstück „Hinauf zu den Sternen“ (K swjosdam) vollendete Andrejew 1905. Dieses Drama entwickelte Maxim Gorki nach anfänglicher Zusammenarbeit unter dem Titel „Kinder der Sonne“ später allein weiter.
Nach der Revolution 1917 wanderte Andrejew mit kurzen Zwischenaufenthalten in Deutschland und Frankreich nach Finnland aus, wo er 1919 nur 48-jährig auf seinem Landsitz verstarb.
Sein Sohn Daniil Leonidowitsch Andrejew war ebenfalls Schriftsteller.

## Werke in deutscher Übersetzung (Auswahl)
(in der Reihenfolge des Erscheinens)
- Im Erdgeschoß und anderes. Globus, Berlin 1903 (Digitalisat)
- Im Nebel. Eine Erzählung. Autorisierte Übersetzung von Sonja Wermer. „Bibliothek berühmter Autoren“ Bd. 4, Wiener Verlag, Wien und Leipzig 1903
- Der Abgrund und andere Novellen. Übersetzt von Theophil Kroczek. Hendel, Halle 1905.
- Das rote Lachen.
  - Das rote Lachen. Fragmente einer aufgefundenen Handschrift. Übersetzt von August Scholz. Verlag „Snanije“ Scholz & Co., Berlin 1905 online.
  - Das rote Lachen. Bruchstücke aus einer aufgefundenen Handschrift. Übersetzt von Arthur Luther. Euphorion Verlag, Berlin 1922.
- Zu den Sternen. Drama in 4 Aufzügen.
  - Übersetzt von August Scholz. Bühnen- und Buchverlag russischer Autoren J. Ladyschnikow, Berlin 1906.
  - Hinauf zu den Sternen. Frei übertragen von Frank Jankowski. Henschel Schauspiel, Berlin 1995 online.
- Der Gouverneur. Novelle. Übersetzt von August Scholz. Bühnen- und Buchverlag russischer Autoren J. Ladyschnikow, Berlin 1906 online.
  - Daraus Kapitel 10 als separate Ausgabe unter dem Titel: So war's (mehrere Ausgaben) online.
- Das Leben des Menschen. Ein Spiel in 5 Bildern. Übersetzt von August Scholz. Bühnen- und Buchverlag russischer Autoren J. Ladyschnikow, Berlin 1908.
  - Neuausgabe: Insel-Verlag, Leipzig 1979. Mit einem Essay von Alexander Blok.
- Die sieben Gehenkten. Erzählungen.
  - Übersetzt von August Scholz. Bühnen- und Buchverlag russischer Autoren J. Ladyschnikow, Berlin 1908.
  - Die Geschichte von den sieben Gehenkten. Übersetzt von Lully Wiebeck. Musarion Verlag, München 1920 online.
  - Übersetzt von Ingrid Tinzmann und Swetlana Geier. Rowohlt, Hamburg 1957. Mit einem Essay von Swetlana Geier Zum Verständnis des Werkes.
  - Übersetzt von Hans Loose und Herbert Wotte. Suhrkamp, Frankfurt am Main 1990. Mit einem Nachwort von Angela Martini-Wonde.
- Frühlingsversprechen [sowie die Erzählungen Bergamot und Garasjka und Ein Diebstahl stand bevor]. Autorisierte Übersetzung von Sonja Wermer. „Bibliothek berühmter Autoren“ Bd. 15, Wiener Verlag, Wien und Leipzig 1908 (Volltext bei Gutenberg-DE).
- Anathema. Ein tragisches Spiel in sieben Bildern. Übersetzt von Karl Ritter. Bühnen- und Buchverlag russischer Autoren J. Ladyschnikow, Berlin 1911.
- Jekaterina Iwanowna. Drama in vier Aufzügen. Einzige autorisierte Übersetzung von August Scholz. Ladyschnikow, Berlin 1914.
- Das Joch des Krieges. Roman. Übersetzt von Hermynia Zur Mühlen. Rascher, Zürich 1918.
  - Neuausgabe: Elektrischer Verlag, Berlin 2013, ISBN 978-3-943889-43-7.
  - Hinter der Front. Übersetzt von Hermynia zur Mühlen. Rascher, Zürich 1918 (= Auszug aus dem Roman Das Joch des Krieges).
- Du sollst nicht töten. Drama in 5 Aufzügen. Übersetzt von August Scholz. Bühnen- und Buchverlag russischer Autoren J. Ladyschnikow, Berlin 1919.
- Novellen. Übersetzt von Alexis von Krusenstjerna. Reclam, Leipzig 1919.
- Tagebuch des Satan. Übersetzt von Alexander Rabinowitsch. Interterritorialer Verlag Renaissance, Wien 1921.
- Ein Nachtgespräch. Übersetzt von Davis Erdtracht. Interterritorialer Verlag Renaissance, Wien 1922.
- König Hunger. Ein Spiel in 5 Bildern und einem Vorspiel. Übersetzt von August Scholz. Bühnen- und Buchverlag russischer Autoren J. Ladyschnikow, Berlin 1924.
- Das Schweigen. J. Singer, Leipzig 1924.
- Gullivers Tod. Übersetzt von Renate Kiełczewski. Reclam, Leipzig 1971.
  - Neuausgabe: Röderberg-Verlag, Frankfurt am Main 1979, ISBN 3-87682-459-1.
- Erzählungen. Übersetzt und mit einem Nachwort von Paul Gebhard. Manesse-Verlag, Zürich 1974, ISBN 3-7175-1472-5.
- Gesammelte Werke in Einzelbänden
  - Bd. 1: Das rote Lachen. Erzählungen 1898–1906. Übersetzt von Margit Bräuer. Aufbau Verlag, Berlin 1986.
  - Bd. 2: Judas Ischariot. Erzählungen 1907–1916. Übersetzt von Hilde Angarowa. Aufbau Verlag, Berlin 1989, ISBN 3-351-01190-3.
- Der Gedanke. Geschichte eines Verbrechens. Übersetzt von Kay Borowsky. Staudacher, Stuttgart 1999, ISBN 3-928213-07-5.